# Жулкевич Ігор Валентинович
Ігор Валентинович Жулкевич (нар. 15 листопада 1955, м. Львів, Україна) — український вчений у галузі медицини, доктор медичних наук (2004), професор (2005), професор кафедри онкології, променевої діагностики і терапії та радіаційної медицини Тернопільського національного медичного університету імені І. Я. Горбачевського.

## Життєпис
| Текст вилучений зі статті через підозру в порушенні авторських прав |
| --- |
| Текст, що раніше перебував на цій сторінці, запідозрено в порушенні авторських прав на текст із таких джерел: https://ord.tdmu.edu.ua/struktura/zulkevic-igor-valentinovic Дата, коли було знайдено порушення: 18 вересня 2021. Тому, хто повісив цей шаблон: На сторінку обговорення користувача, який розмістив цю статтю, варто додати повідомлення {{subst:nothanks cv\|Жулкевич Ігор Валентинович\|url=https://ord.tdmu.edu.ua/struktura/zulkevic-igor-valentinovic}} --~~~~. |
| До уваги користувача, який розмістив цю статтю Не редагуйте статтю зараз, навіть якщо ви збираєтеся її переписати. Дотримуйтесь вказівок нижче. - Якщо власник авторських прав на зазначений вище матеріал дозволяє використовувати його на умовах GNU FDL без незмінюваних секцій та Creative Commons із зазначенням автора / розповсюдження на тих самих умовах, будь ласка, сповістіть про це на сторінці обговорення цієї статті. - Якщо правовласником є ви, додайте на зазначеному вище ресурсі примітку: «Матеріали дозволено використовувати на умовах GNU FDL без незмінюваних секцій та Creative Commons із зазначенням автора / розповсюдження на тих самих умовах». - Якщо дозволу на використання цього матеріалу немає, будь ласка, зробіть одне з двох: 1. Напишіть хоча б гарний накид статті на цій підсторінці. Зверніть увагу: не треба копіювати текст, що порушує авторські права, на зазначену підсторінку й редагувати його. Якщо ви взялися за написання нової статті, не забудьте сповістити про це на сторінці обговорення. 2. Залиште все як є, і тоді статтю буде вилучено. У випадку, якщо новий текст написано не буде, цю статтю буде вилучено через тиждень після появи цього попередження (детальніше див. документацію шаблону). Вихідний текст цієї статті з можливим порушенням копірайту можна знайти в історії змін. Зверніть увагу, що розміщення у Вікіпедії матеріалів, автор яких не надав явного дозволу на їхнє використання відповідно до ліцензії GNU FDL без незмінюваних секцій та Creative Commons із зазначенням автора / розповсюдження на тих самих умовах, може бути порушенням законів про авторське право. Користувачів, які додають до Вікіпедії такі матеріали, може бути тимчасово позбавлено права редагувати статті. Попри все, ми завжди раді вашим оригінальним статтям. Дякуємо. Цю сторінку внесено до категорії Вікіпедія:Можливе порушення авторських прав. |

## Наукова діяльність
У 2003 році захистив докторську дисертацію на тему «Стан мінеральної щільності кісткової тканини при ураженнях гемопоетичної та гемостатичної систем: прогнозування патоморфозу і диференційовані методи профілактики» (спеціальність: Медичні науки. 14.01.31 - Гематологія та трансфузіологія) в Інституті гематології та трансфузіології АМН України (м. Київ).
Запропонував методику прогнозування змін мінеральної щільності кісткової тканини при хворобах гемопоетичної і гемостатичної систем та диференційовані методи профілактики[джерело не вказане 1281 день]